# Волков, Константин Васильевич
Константин Васильевич Волков (1871, Казань — 1938, Ядрин) — русский и советский хирург, публицист и общественный деятель.

## Биография

### Происхождение
Родился 24 февраля 1871 года в семье работника Казанского театра.
В 1897 году окончил медицинский факультет Московского университета и работал земским врачом в селе Богородское Московской губернии, затем, в Крыму — в Мисхоре, Кореизе, Гаспре, где лечил Л. Н. Толстого. В Крыму познакомился с А. П. Чеховым, В. Г. Короленко, А. И. Куприным, А. М. Горьким.
За участие в революционном движении 1905—1906 годов Волков был арестован и помещён в 1907 году в Ядринскую тюрьму.
В 1910—1911 годах работал врачом на сахарном заводе в городе Браилове Подольской губернии.
В 1911 году К. В. Волков начал работать врачом в городе Ядрин, куда был приглашен хозяевами заводов братьями Таланцевыми, став земским врачом Ядринской больницы. Здесь в 1913 году по его инициативе была открыта хирургическая и глазная лечебница.
В 1914 году Волков был призван в армию и участвовал в Первой мировой войне.
В 1918 году, уже после Октябрьской революции, он вновь начал работать в Ядринской лечебнице, а также занимался общественной деятельностью — был членом уездного исполкома, принимал участие в развитии здравоохранения Чувашской АССР. Волков был занят в хирургической практике, организации здравоохранения и борьбе с социальными болезнями в Чувашии, подготовив много специалистов в разных отраслях медицины. Опубликовал более 50 научных статей. В 1935 году без защиты диссертации ему была присвоена ученая степень доктора медицинских наук. В 1925—1938 годах был постоянным членом коллегии Народного комитета здравоохранения Чувашской АССР, с 1927 года — членом ЦИК Чувашской АССР.
В 1937 году был признан врагом народа: исключен из партии и из членов ЦИК Чувашской АССР.
Умер 28 июня 1938 года в Ядринской лечебнице.

## Семья
Внук — литератор Иезуитов, Андрей Николаевич.

## Память
В Ядрине его имя носит районная больница, в которой открыт художественный музей, и одна из улиц города. На здании музея открыта памятная доска Волкову.